# Nowshehra
Nowshehra là một thị xã và là nơi đặt ủy ban khu vực quy hoạch (notified area committee) của quận Rajauri thuộc bang Jammu và Kashmir, Ấn Độ.

## Nhân khẩu
Theo điều tra dân số năm 2001 của Ấn Độ, Nowshehra có dân số 4415 người. Phái nam chiếm 52% tổng số dân và phái nữ chiếm 48%. Nowshehra có tỷ lệ 79% biết đọc biết viết, cao hơn tỷ lệ trung bình toàn quốc là 59,5%: tỷ lệ cho phái nam là 82%, và tỷ lệ cho phái nữ là 76%. Tại Nowshehra, 13% dân số nhỏ hơn 6 tuổi.